# Vila Garcia (Trancoso)
Vila Garcia ist ein Ort und eine ehemalige Gemeinde (Freguesia) im portugiesischen Kreis Trancoso. Die Gemeinde hatte 117 Einwohner (Stand 30. Juni 2011).
Am 29. September 2013 wurden die Gemeinden Vila Garcia und Vale do Seixo zur neuen Gemeinde União das Freguesias de Vale do Seixo e Vila Garcia zusammengeschlossen.